# イナ・モー＝ランゲ
イナ・モー＝ランゲ（Yina Moe-Lange、1993年5月22日 - ）はデンマークの女子アルペンスキー選手。日本・東京都出身。
マイクロソフト職員の父親と、在日デンマーク大使館で働く母親との間に生まれた。父の仕事の関係で4歳のときにカリフォルニアへ移住、タホ湖周辺のスキーリゾートでスキーに親しんだ。
2008年よりスキー大会へ選手としての参加を始め、2010年のバンクーバーオリンピック代表にデンマーク選手団中最年少の16歳で選ばれている。結果は回転で52位、大回転で47位であった。